# Cantone di Équeurdreville-Hainneville
Il Cantone di Équeurdreville-Hainneville è una divisione amministrativa dell'arrondissement di Cherbourg.
A seguito della riforma approvata con decreto del 25 febbraio 2014, che ha avuto attuazione dopo le elezioni dipartimentali del 2015, è passato da 6 comuni a un solo comune.

## Composizione
I 6 comuni facenti parte prima della riforma del 2014 erano:
- Équeurdreville-Hainneville
- Nouainville
- Querqueville
- Sideville
- Teurthéville-Hague
- Virandeville

Dal 2015 comprende il solo comune di Équeurdreville-Hainneville